# خاچیک نازارتیان
خاچیک هاکوبی نازارتیان (ارمنی: Խաչիկ Հակոբի Նազարեթյան زاده ۱۸ ژانویهٔ ۱۹۳۱ - درگذشته ۵ ژوئن ۲۰۰۲) یک بازیگر اهل ارمنستان بود. وی بین سال‌های تا میلادی فعالیت می‌کرد.

## زندگی‌نامه
وی در ۱۸ ژانویهٔ ۱۹۳۱ در پلوودیف به دنیا آمد. وی در تئاتر مخاطبان نوجوان ایروان و فرهنگستان دولتی تئاتر سوندوکیان فعالیت می‌کرد. وی همچنین برندهٔ جوایزی همچون هنرمند شایسته ارمنستان شوروی (۱۹۶۵) و جایزه دولتی اتحاد شوروی شده‌است. وی در ۵ ژوئن ۲۰۰۲ در سن ۷۱ سالگی در ایروان درگذشت.

## بخشی از فیلمشناسی
از فیلم‌ها یا برنامه‌های تلویزیونی که وی در آن نقش داشته‌است می‌توان به آثار زیر اشاره کرد.
- برای شرف (۱۹۵۶)
- بازگشت (۱۹۷۲)
- مکانیک خوشبختی (۱۹۸۲)